# Котовано
Котовано (укр. Котоване) — село в Дрогобычской городской общине Дрогобычского района Львовской области Украины.
Население по переписи 2001 года составляло 111 человек. Занимает площадь 16 км². Почтовый индекс — 82123. Телефонный код — 3244.

## История
В 1946 году указом ПВС УССР село Котованя переименовано в Котовано.
В окрестностях села расположен одноименный археологический памятник.